# Hedeso
Hedeso es una localidad del municipio burgalés de Valle de Tobalina, en la comunidad autónoma de Castilla y León (España). 
La iglesia está dedicada a Santiago Apóstol.

## Localidades limítrofes
Confina con las siguientes localidades:
- Al noreste con Santa Coloma.
- Al sureste con Parayuelo.
- Al noroeste con Extramiana.

## Demografía
Evolución de la población
| Gráfica de evolución demográfica de Hedeso entre 2000 y 2017       |
|                                                                    |
| Población de derecho (2000-2017) según el padrón municipal del INE |

## Historia
Así se describe a Hedeso en el tomo IX del Diccionario geográfico-estadístico-histórico de España y sus posesiones de Ultramar, obra impulsada por Pascual Madoz a mediados del siglo XIX:

Villa en la provincia, diócesis, audiencia territorial y capitanía general de Burgos (15 leguas), partido judicial de Villarcayo (5 ½), ayuntamiento titulado del valle de Tobalina. Situada en un llano sobre una cordillera de peñas, está bien ventilada, y su clima es de los más fríos del país, siendo las enfermedades que comúnmente se padecen calenturas gástricas y afecciones de pecho. Tiene 20 casas, iglesia parroquial (Santiago), servida por 1 cura párroco, teniendo por anejo la villa de Santa Coloma, distante 150 pasos de la matriz; cementerio en paraje ventilado, y varias fuentes en el término, de cuyas aguas se surte el vecindario. Confina N Riofrancos; E Parayuelo; S Imaña, y O Estramiana. El terreno es de mediana calidad, con algunos montes que rodean el pueblo, en los que se crían encinas y robles. Los caminos son comunales en regular estado; y la correspondencia se recibe de Frías por medio de valijero. Producciones: trigo, cebada, avena y maíz; ganado lanar y algún cabrío, y caza de liebres, perdices y codornices. Industria: la agrícola. Población: 8 vecinos, 30 almas. Capital productivo: 128.020 reales. Imponible: 11.911.
Diccionario geográfico-estadístico-histórico de España y sus posesiones de Ultramar